# Zuzana Tvrdá
Zuzana Tvrdá (* 3. prosince 1944) byla slovenská a československá politička, po sametové revoluci poslankyně Sněmovny lidu Federálního shromáždění za Slovenskou národní stranu, později politička za formaci Slovenská národná koalícia - Slovenská vzájomnosť.

## Biografie
Počátkem roku 1990 patřila mezi zakladatele SNS a byla členkou přípravného výboru strany. Ve volbách roku 1990 byla zvolena za SNS do Sněmovny lidu (volební obvod Bratislava). Ve Federálním shromáždění setrvala do voleb roku 1992 .
V roce 1994 se na sněmu SNS stala ústřední tajemnicí strany.
Před parlamentními volbami na Slovensku roku 2006 se uvádí jako členka formace Slovenská národná koalícia - Slovenská vzájomnosť, která vznikla odtržením od Slovenské národní strany. Kandidovala za ni na 81. místě kandidátní listiny. Uváděna je jako důchodkyně, bytem Valaská Belá. Strana ovšem ve volbách neuspěla.